# Gantong
Gantong war ein Volumenmaß für Getreide und Flüssigkeiten auf der Prince-of-Wales-Insel, der heutigen Penang.
Ein Gantong entspricht vier Chapah, dies sind 1,113 Liter.